# Šport u 2022.
◄◄ | ◄ | 2019. | 2020. | 2021. | 2022.  | 2023. | 2024. | 2025. | ► | ►►
Arhitektura • Astronautika • Astronomija • Biologija • Film • Fotografija • Glazba • Kazalište • Kemija • Kiparstvo • Knjige • Književnost • Kršćanstvo • Meteorologija • Medicina • Planinarstvo • Politika • Pravo • Promet • Slikarstvo • Strip • Šport • Televizija • Znanost • Zrakoplovstvo • Željeznički promet
Šport u 2022.

## Svijet

### Natjecanja

#### Svjetska natjecanja
- 25. lipnja − 6. srpnja: XIX. Mediteranske igre u Oranu
- 7. − 17. srpnja: Svjetske igre u Birminghamu, u Alabami.
- 15. − 24. srpnja: XVIII. Svjetsko atletsko prvenstvo u Eugeneu.
- 21. studenoga − 18. prosinca: XXII. Svjetsko nogometno prvenstvo u Kataru
- 19. rujna − 12. listopada: Svjetsko prvenstvo u gađanju glinenih golubova u Osijeku.

#### Kontinentska natjecanja
- veljača – Senegal prvi put u povijesti osvojio Afrički kup nacija

##### Europska natjecanja
- 13. − 30. siječnja: XV. Europsko prvenstvo u rukometu (prvak Švedska)
- 24. − 30. srpnja: XVI. Europski olimpijski festival mladih u Banskoj Bystrici
- kolovoz: Europsko ateltsko prvenstvo u Münchenu.
- 27. kolovoza − 10. rujna: XXXV. Europsko prvenstvo u vaterpolu u Splitu (prvak Hrvatska)

### Nagrade
- David Popovici i Ariarne Titmus proglašeni najboljim plivačima u 2022. prema izboru lista Swimming World Magazine.

## Hrvatska i u Hrvata
Hrvatski športaši u 2022., prema podatcima HOO-a, osvojili su na međunarodnim natjecanjima, u svim dobnim uzrastima, 267 odličja, od čega 91 zlatno, 73 srebrna i 103 brončana.

### Natjecanja
- 25. lipnja − 6. srpnja: Na Mediteranskim igrama u Oranu hrvatski predstavnici osvojili 23 odličja: šest zlatnih, sedam srebrnih i deset brončanih.
- 7. − 17. srpnja: Na Svjetskim igrama u američkom Birminghamu hrvatski predstavnici osvojili sedam odličja: dva zlatna i pet srebrnih.
- 15. − 24. srpnja: Na Svjetskome atletskomu prvenstvu u Eugeneu hrvatski atletičari osvojili dva zlatna i srebrno odličje.
- 24. − 30. srpnja: Na Europskom olimpijskom festivalu mladih u Banskoj Bystrici hrvatski športaši osvojili pet zlatnih i četiri srebrna odličja.

#### Ekipni športovi
- 28. siječnja – Ivan Dodig osvojio Australian Open u mješovitim parovima.
- 26. lipnja – Hrvatska reprezentacija u rukometu na pijesku osvojila Svjetsko prvenstvo u Grčkoj. Lucian Bura proglašen je najboljim strijelcem i uvršten u najbolji sastav prvenstva.
- 3. srpnja – Hrvatska vaterpolska reprezentacija osvojila četvrto mjesto na Svjetskom prvenstvu u Budimpešti. Konstantin Harkov uvršten je u izabranu sedmorku natjecanja.
- 16. srpnja – Hrvatska reprezentacija u rukometu na pijesku osvojila zlatno odličje na Svjetskim igrama u američkome Birminghamu. Prva je to hrvatska nacionalna izabrana vrsta u nekom ekipnom športu kojoj je to uspjelo na Svjetskim igrama.
- 14. kolovoza – Hrvatska kadetska rukometna reprezentacija osvojila peto mjesto na Europskom prvenstvu u Podgorici.
- 27. kolovoza – Hrvatska ženska kadetska košarkaška reprezentacija osvojila brončano odličje na Europskom košarkaškom prvenstvu do 16 godina u Portu. Lena Bilić i Petra Božan uvrštene su u najbolju petorku prvenstva.
- 29. kolovoza – Hrvatski streljaši Anton i Josip Glasnović te Francesco Ravalico osvojili ekipno srebro u trapu na Europskom prvenstvu u Larnaci.
- 6. rujna  – Braća Šime i Mihovil Fantela osvojili brončano odličje na Svjetskomu prvenstvu u kanadskomu Halifaxu, u disciplini 49er.
- 10. rujna – Hrvatska vaterpolska reprezentacija osvojila drugi naslov europskih prvaka u Splitu. Marko Bijač proglašen je najboljim vratarom natjecanja.
- 11. rujna – Hrvatska košarkaška reprezentacija zauzela 11. mjesto na Europskomu prvenstvu.
- 18. rujna – Tonči Stipanović i Tudor Bilić osvojili srebrno odličje na Svjetskomu prvenstvu u Marbleheadu, blizu Bostona.
- 22. rujna – Hrvatska teniska reprezentacija zauzela prvo mjesto na ljestvici reprezentacija Međunarodne teniske federacije.
- 25. rujna – Braća Martin i Valent Sinković zauzeli 4. mjesto u dvojcu na pariće na Svjetskomu prvenstvu u Češkoj.
- 1. do 5. studenoga – Hrvatski boćari osvojili četiri odličja na Svjetskomu prvesntvu u Mersinu: Pero Čubela zlato u bližanju i izbijanju u krug, Marin Ćubela i Karlo Šaban zlato u paru, Marin Ćubela broncu u pojedinačnom klasičnom te Marino Milićević broncu u brzinskomu izbijanju.
- 23. studenoga – Nastupom u dvoboju s Marokom (0:0) na Svjetskom prvenstvu u Kataru, Luka Modrić postao prvim nogometašem koji je igrao utakmice svjetskoga i europskoga nogometnoga prvenstva u tri različita desetljeća.

#### Pojedinačni športovi
- 9. siječnja – Četvorica hrvatskih skijaša osvojili bodove i plasman među trideset najboljih u utrci Svjetskoga kupa u Adelbodenu.
- 29. siječnja – Petra Marčinko osvojila juniorski Australian Open.
- 21. srpnja – Sandra Perković osvojila srebro na Svjetskom atletskom prvenstvu u Eugeneu.
- 6. kolovoza – Anamaria Govorčinović osvojila srebrno odličje u kajaku jednosjedu na Svjetskom prvenstvu u Halifaxu.
- 15. kolovoza – Filip Mihaljević postao europskim prvakom u bacanju kugle u Münchenu. Matea Parlov Koštro osvojila je srebro u maratonu, prvo hrvatsko odličje u toj disciplini na velikim natjecanjima.
- 16. kolovoza – Sandra Perković osvojila šesto uzastopno zlatno odličje na Europskim atletskim prvenstvima, upisavši se u svjetsku ateltsku povijest.
- 19. i 21. kolovoza – Vanesa Tot osvojila dva brončana odličja na Europskom prvenstvu u kajaku i kanuu na mirnim vodama u Münchenu, u kanuu jednokleku na 200 i 500 m.
- 21. kolovoza – Pobjedom na ATP–ovom turniru iz serije Masters 1000 u Cincinnatiju Borna Ćorić postao najniže plasirani osvajač teniskoga Mastersa u povijesti, kao 152. na ATP–ovoj ljestvici.
- 3. rujna – Jana Pavalić osvojila zlatno odličje na Svjetskomu juniorskomu prvenstvu u Limi, na 50 m leptir, isplivavši novi hrvatski državni rekord.
- 7. rujna – Sandra Perković osvojila drugo mjesto u završnici Dijamantne lige u Zürichu.
- 8. rujna – Ronilac Petar Klovar postavio svjetski rekord u zaronu bez peraja (93 m), na međunarodnome natjecanju u dubinskomu ronjenju „Adriatic Depth Trophy”.
- 21. do 24. rujna – Na Svjetskome prvenstvu u savateu u Milanu srebrna odličja i naslov svjetskih doprvaka osvojili Tajana Koščak i Luka Sakač.
- 25. rujna – Tin Srbić osvojio broncu na preči na Svjetskome kupu u Parizu.
- 5. listopada – Ronilac Petar Klovar postavio je svjetski rekord u ronjenju na dah (132 m), na Svjetskome prvenstvu u Kasu. Vitomir Maričić osvojio je u istoj disciplini srebro (110 m), a Sanda Delija osvojila je broncu među djevojkama (81 m).
- 10. listopada – Barbara Matić i Lara Cvjetko osvojile zlatno i srebrno odličje u završnoj borbi Svjetskoga judaškoga prvenstva u Taškentu, u kategoriji do 70 kg.
- 21. listopada – Sara Beram osvojila brončano odličje u kategoriji do 63 kg na Europskomu boksačkomu prvenstvu u Budvi.
- 29. listopada – Petrunjela Pavić postala europskom mlađeseniorskom prvakinjom do 78 kg u Sarajevu.
- 30. listopada – Hrvatski tenisači istoga dana osvojili tri naslova: Borna Gojo pobijedio na ATP–ovu turniru u Ortiseiu, Petra Marčinko na ITF–ovu u Poiteresu, a Ivan Dodig u paru s Austinom Krajicekom na ATP–ovu turniru u Baselu.
- 16. studenoga – Alen Kontrec postao svjetskim prvakom u jiu-jitsuu na Svjetskom prvenstvu u Abu Dhabiu, u kategoriji do 85 kg.
- 18. studenoga – Nives Radić postala je europskom prvakinjom u kickboksu u Antalyji, u kategoriji „low kick”.
- 20. studenoga – Hrvatska reprezentacija rukometa u kolicima zauzela šesto mjesto na Svjetskomu prvenstvu u Leirii u Portugalu.
- 21. studenoga – Lena Stojković osvojila je naslov svjetske prvakinje na Svjetskome prvenstvu u taekwondou u meksičkoj Guadalajari, u kategoriji do 46 kg. Ivana Dumančić osvojila je broncu u kategoriji do 53 kg.
- 22. studenoga – Tonči Stipanović zauzeo 9., a Filip Juričić 18. mjesto na Europskom prvenstvu klase ILCA7 u Hyeresu.

### Osnivanja
- 25. srpnja – NK Inker Zaprešić, hrvatski nogometni klub[2]

### Nagrade
Nagrade HOO-a
- Najuspješnija hrvatska športašica: Barbara Matić, Lena Stojković, Sandra Perković
- Najuspješniji hrvatski šprortaš: Filip Jurišić, Filip Mihaljević
- Najuspješnija hrvatska ženska športska ekipa: nije izabrana
- Najuspjšenija hrvatska ženska športska ekipa: Hrvatska nogometna reprezentacija, Hrvatska vaterpolska reprezentacija
- Najuspješniji športski par, štafeta ili posada: Valent i Martin Sinković, Šime i Mihovil Fantela
- Najuspješniji hrvatski trener: Zlatko Dalić, Vladimir Preradović, Veljko Laura
- Posebna nagrada HOO-a za promicanje Hrvatske u svijetu: Hrvatska nogometna reprezentacija
- Priznanje za športski pothvat: Werner Ilić i Martin Cruickshank (za pothvat „Veslom preko Atlantika”)
- Nagrada za izuzetan rezultat u neolimpijskim športovima i disciplinama:

športašica: Mirela Kardašević
športaš: Petar Klovar
ženska ekipa: Hrvatska karate reprezentacija
muška ekipa: Hrvatska reprezentacija u rukometu na pijesku
- Nagrada HOO-a Matija Ljubek: Branko Peašinović, Miran Martinac, Zoran Roje, Mihovil Nakić-Vojnović, Nikola Plećaš
- Posebna nagrada HOO-a za promicanje športa u medijima: GP1 (Jastrebarsko)

### Ostali događaji
- 4. siječnja – Petra Vlhová treću godinu zaredom osvojila sljemensku Snježnu kraljicu.
- 13. lipnja – Hrvatski nogometni savez obilježio je 110. godišnjicu djelatnosti.
- 21. rujna – Hrvatski teniski savez obilježio je 110. godišnjicu djelatnosti.

### Smrti
- 2. siječnja – Vinko Bajrović i Ante Pavlović
- siječanj – Stjepan Lamza
- 12. siječnja – Zlatko Novaković
- 10. veljače – Vinko Dobrić
- 20. travnja – Nikola Stipaničev
- 5. svibnja – Ronald Lopatny
- 22. lipnja – Tihomir Sertić
- 29. lipnja – Ivan Mecanović
- 5. srpnja – Duško Krstulović
- 21. srpnja – Zvonko Bezjak
- 24. kolovoza – Tomislav Šepec
- 23. kolovoza – Mladen Klasić
- 2. rujna – Mišo Cebalo
- 28. rujna – Stjepan Jukić-Peladić

## Vanjske poveznice
|  | Zajednički poslužitelj ima još gradiva o temi Šport u 2022. |